# L'Ambitieuse (film, 1951)
Pour les articles homonymes, voir L'Ambitieuse.

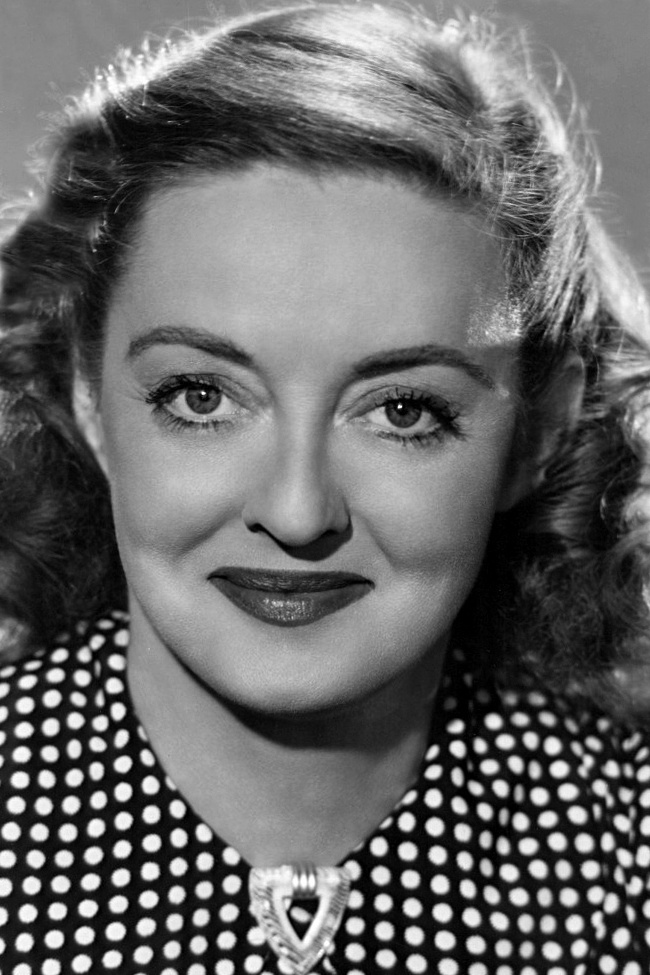
Bette Davis, qui joue le premier rôle dans l'Ambitieuse.

L'Ambitieuse (Payment on Demand) est un film américain réalisé par Curtis Bernhardt, sorti en 1951.

## Fiche technique
- Titre français : L'Ambitieuse
- Titre original : Payment on Demand
- Réalisation : Curtis Bernhardt
- Scénario : Curtis Bernhardt et Bruce Manning
- Production : Bruce Manning et Jack H. Skirball
- Société de production : Gwenaud Productions
- Distribution : RKO Radio Pictures
- Musique : Victor Young
- Photographie : Leo Tover
- Montage : Harry Marker
- Direction artistique : Carroll Clark et Albert S. D'Agostino
- Costumes : Walter Plunkett et Edith Head (non crédités)
- Pays d'origine : États-Unis
- Format : Noir et blanc - Son : Mono (RCA Sound System)
- Genre : Drame
- Durée : 90 minutes
- Date de sortie : 3 février 1951 (USA)

## Distribution
- Bette Davis : Joyce Ramsey
- Barry Sullivan : David Anderson Ramsey
- Jane Cowl : Mme Emily Hedges
- Kent Taylor : Robert Townsend
- Betty Lynn : Martha Ramsey
- John Sutton : Anthony Tunliffe
- Frances Dee : Eileen Benson
- Peggie Castle : Diana Ramsey
- Otto Kruger : Ted Prescott
- Walter Sande : Swanson
- Brett King : Phil Polanski
- Richard Anderson : Jim Boland
- Natalie Schafer : Mme Edna Blanton
- Katherine Emery : Mme Gates
- Lisa Golm : Molly
- James Griffith (non crédité) : Arthur